# Milax aegaeicus
Milax aegaeicus is een slakkensoort uit de familie van de Milacidae. De wetenschappelijke naam van de soort is voor het eerst geldig gepubliceerd in 1986 door Wiktor & Mylonas.